# Atletismo nos Jogos Pan-Americanos de 1995 - Revezamento 4x100 m feminino
A prova do revezamento 4x100 m feminino nos Jogos Pan-Americanos de 1995 foi realizada em 25 de março no Estádio Atlético "Justo Roman".

## Medalhistas
| Ouro                                                                            | Prata                                                             | Bronze                                                                 |
| USA Estados Unidos Flirtisha Harris Shantel Twiggs Richelle Webb Chryste Gaines | CUB Cuba Miriam Ferrer Aliuska López Liliana Allen Dainelky Pérez | COL Colômbia Felipa Palacios Mirtha Brock Patricia Rodríguez Elia Mera |

## Final
| Posição           | Nação              | Nomes                                                           | Tempo | Notas |
| ----------------- | ------------------ | --------------------------------------------------------------- | ----- | ----- |
| Medalha de ouro   | USA Estados Unidos | Flirtisha Harris, Shantel Twiggs, Richelle Webb, Chryste Gaines | 43.55 |       |
| Medalha de prata  | CUB Cuba           | Miriam Ferrer, Aliuska López, Liliana Allen, Dainelky Pérez     | 44.08 |       |
| Medalha de bronze | COL Colômbia       | Felipa Palacios, Mirtha Brock, Patricia Rodríguez, Elia Mera    | 44.10 |       |
| 4                 | JAM Jamaica        |                                                                 | 44.36 |       |
| 5                 | ARG Argentina      |                                                                 | 46.01 |       |
| 6                 | CHI Chile          |                                                                 | 46.31 |       |